# Acronicta anaedinella
Acronicta anaedinella là một loài bướm đêm trong họ Noctuidae.